# Netánja
Netánja (héberül: נתניה) város Izraelben, a Földközi-tenger partján, Tel-Avivtól kb. 30 km-re északra.
Tengerparti üdülőhely és az ország gyémántvágó- és csiszoló központja, továbbá hi-tech iparágak is jelen vannak a városban.

## Népesség
A város lakossága 179 ezer fő volt 2008-ban, ennek 99,9%-a zsidó vagy más, nem-arab nemzetiségű volt. A magyarul beszélő, áttelepült zsidók is jelentős tételt képeztek ebben.

### Népességének változása
| Lakosok száma | 253  | 31 000 | 48 700 | 67 700 | 95 900 | 112 000 | 144 900 | 164 800 | 186 800 | 217 200 |
|               | 1931 | 1955   | 1963   | 1971   | 1979   | 1986    | 1994    | 2002    | 2010    | 2018    |

## Látnivalók
- Giv'at HaIrusim természetvédelmi terület
- Schlulit Dora természetvédelmi terület
- A város mintegy 11 km hosszú tengerpartja az egyik legszebb az izraeli Földközi-tenger partján. A különlegességét a helyenként akár 30 méter magasra nyúló sziklafal adja a strand mögött.

## Képek

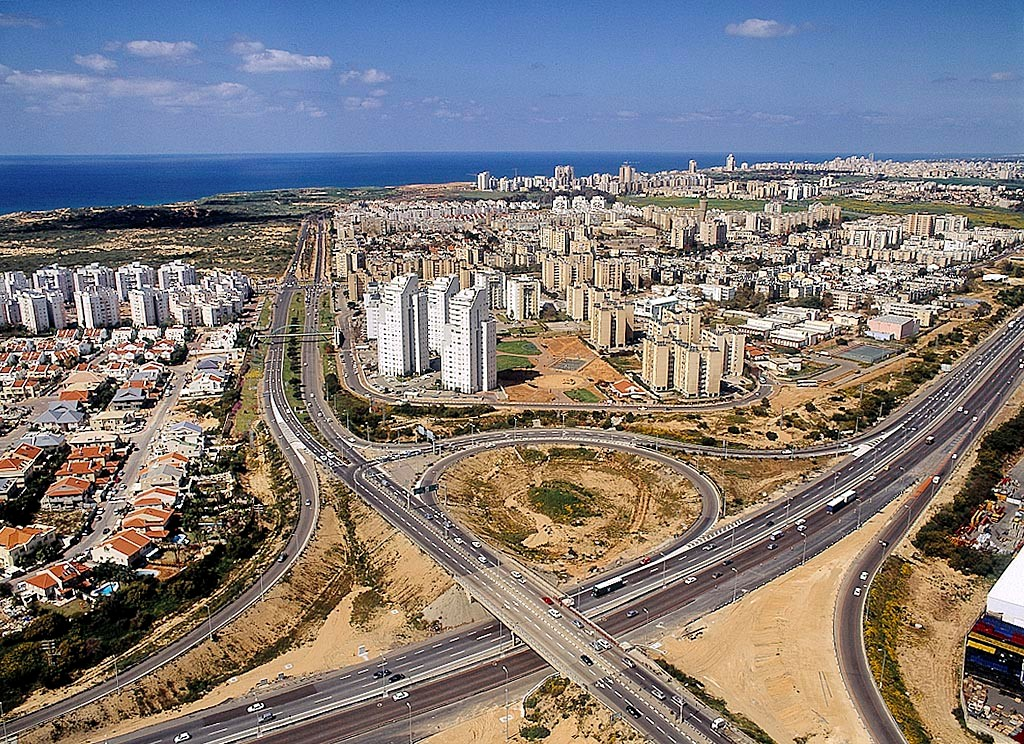
A város egy képe
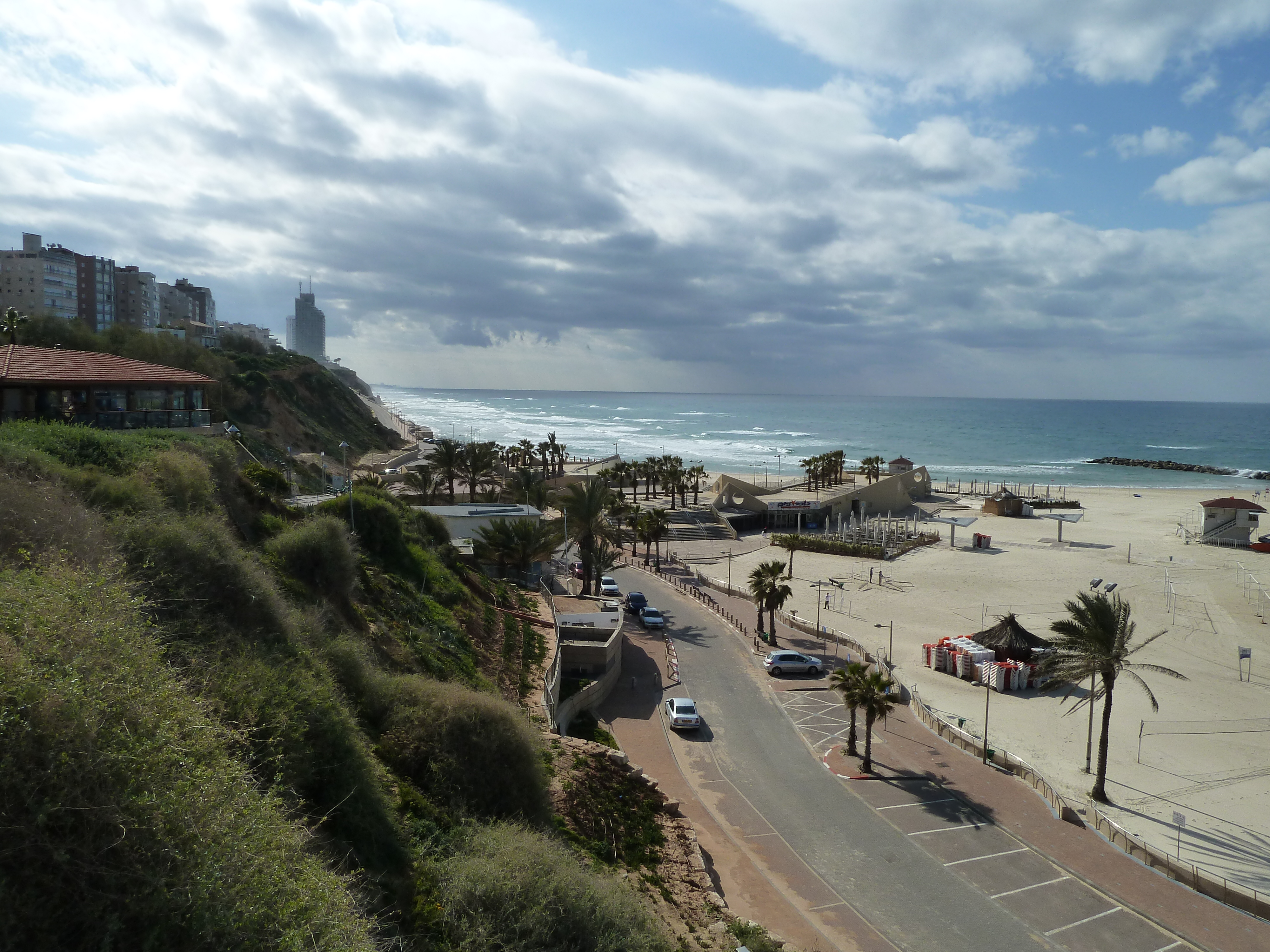
Tengerparti kép
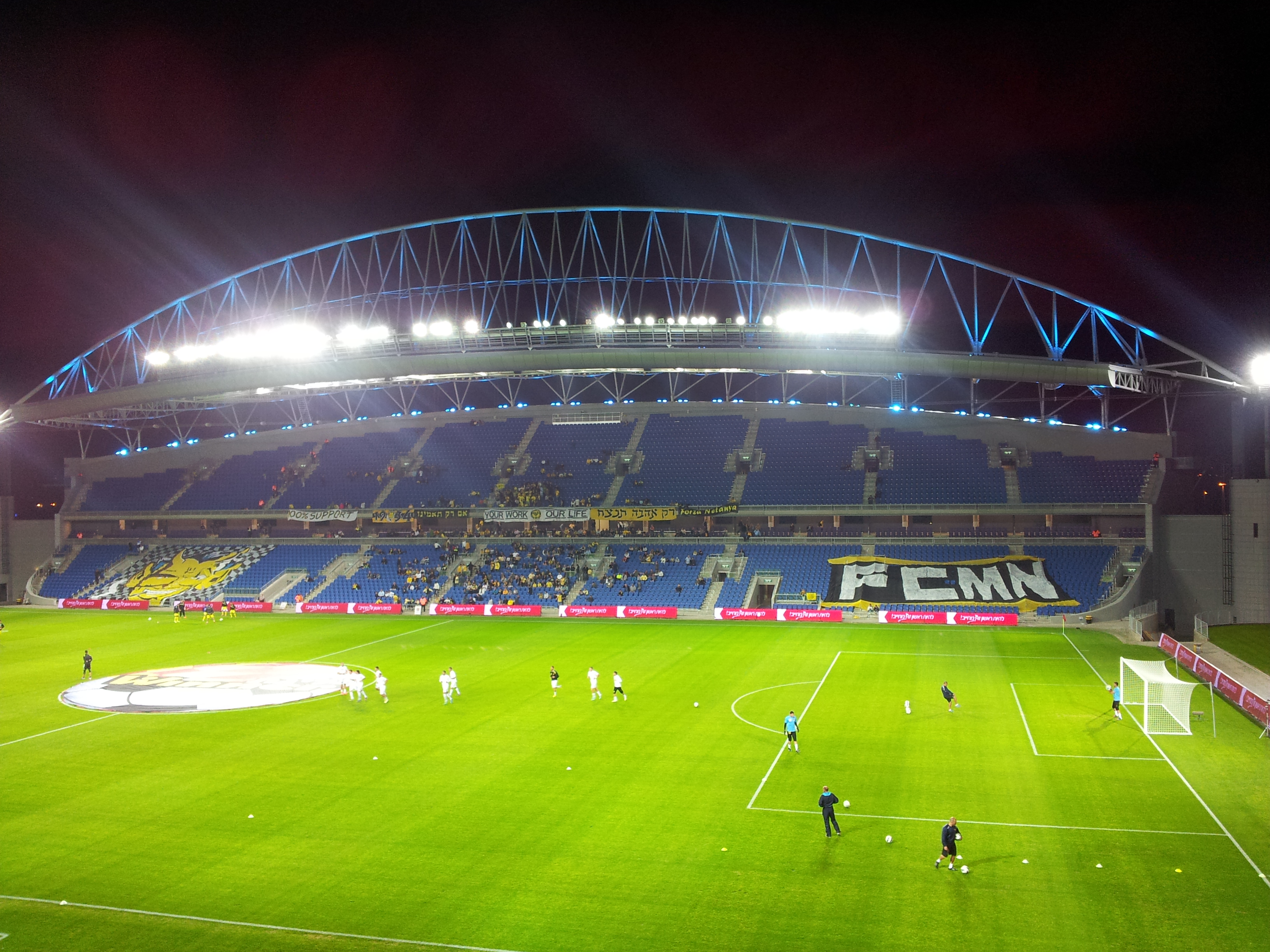
A városi stadion
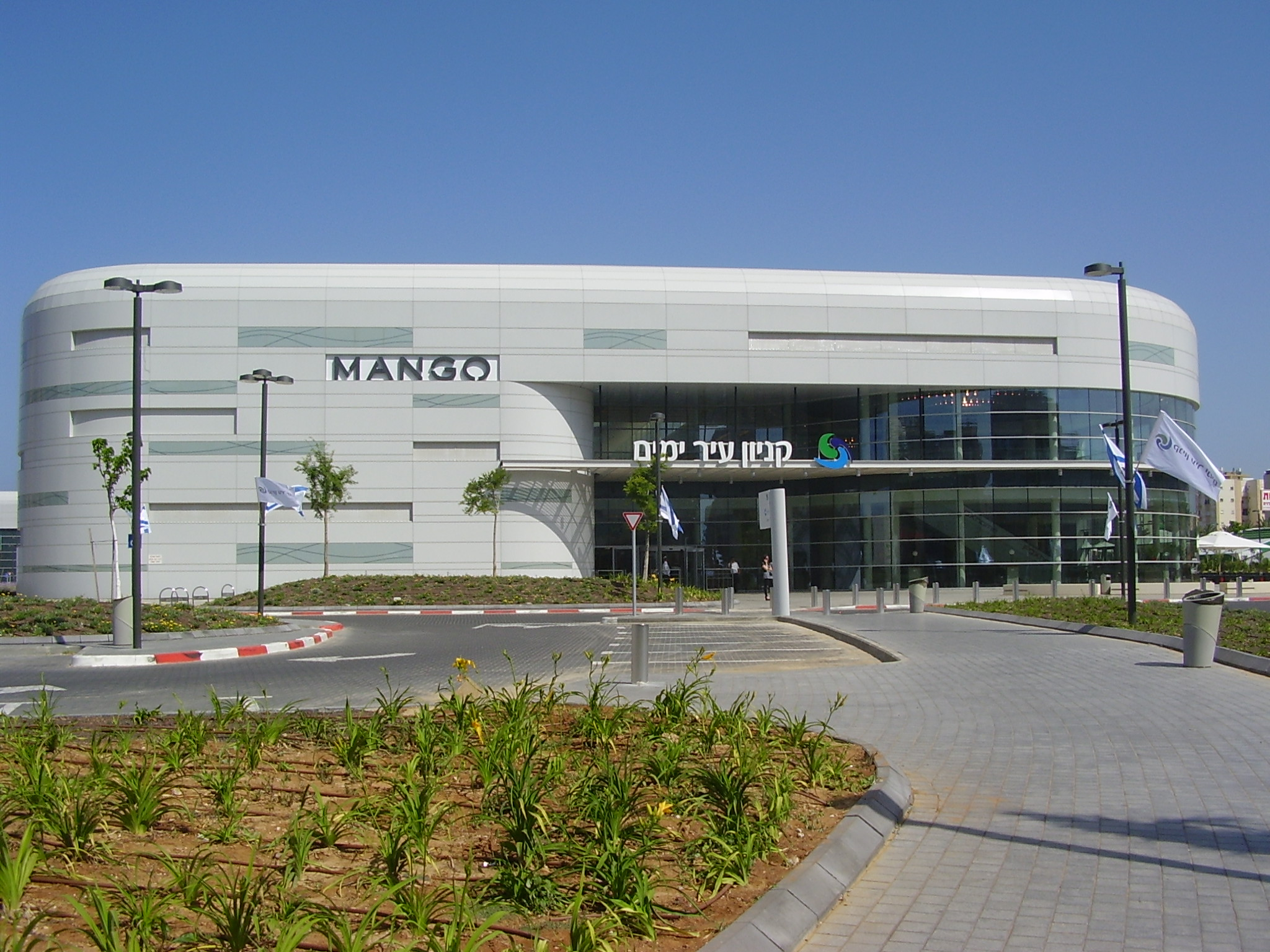
Ir Jamim (Tengerek Városa) bevásárlóközpont

## Fordítás
- Ez a szócikk részben vagy egészben  a   Netanya című angol Wikipédia-szócikk fordításán alapul.  Az eredeti cikk szerkesztőit annak laptörténete sorolja fel. Ez a jelzés csupán a megfogalmazás eredetét és a szerzői jogokat jelzi, nem szolgál a cikkben szereplő információk forrásmegjelöléseként.
- Ez a szócikk részben vagy egészben  a   Netanja című német Wikipédia-szócikk fordításán alapul.  Az eredeti cikk szerkesztőit annak laptörténete sorolja fel. Ez a jelzés csupán a megfogalmazás eredetét és a szerzői jogokat jelzi, nem szolgál a cikkben szereplő információk forrásmegjelöléseként.